# Åke Sjögren (ingenjör)
Tor Åke Johan Sjögren, född 3 augusti 1866 i Filipstad, Värmlands län, död 16 augusti 1931 i Stockholm, var en svensk ingenjör, entreprenör och godsägare.

## Biografi

### Unga år
Åke Sjögrens far, Carl Anton Hjalmar Sjögren, var bergmästare i Bergslagen och en framstående mineralog med ett internationellt rykte. Fadern såg till att sonen fick plats på Avesta Jernverk och Filipstads bergsskola. Han utexaminerades som bergsingenjör 1888. Men då han som fjortonåring varit till sjöss och fått smak för äventyr och livets goda, begav han sig snart ut på nya resor och äventyr i USA och Costa Rica.
1895 var han tillbaka i Sverige och seglade med sin tio år äldre bror Hjalmar Sjögren till Kirjola utanför Viborg. Hjalmar Sjögren var gift med Anna Nobel, brorsdotter till Alfred Nobel. I Kirjola hade familjen Nobel sitt sommarresidens och Åke träffade då Mary Nobel, f. Landzert (1865–1928), änka och arvtagerska efter industrimannen Carl Ludvig Nobel (1862–1893), brorson till Alfred Nobel (1833–1896). Tycke uppstod och de gifte sig den 14 mars 1896 i Sankta Katarina kyrka i Sankt Petersburg och Mary medförde i boet en större förmögenhet. Åke Sjögren fick också, i egenskap av förmyndare för hustrun Marys döttrar, tillgång till ytterligare en stor penningsumma. Paret bosatte sig först i en våning på Strandvägen i Stockholm för att 1898 flytta till Blasieholmstorg 11, Fersenska palatset.

### Entreprenör

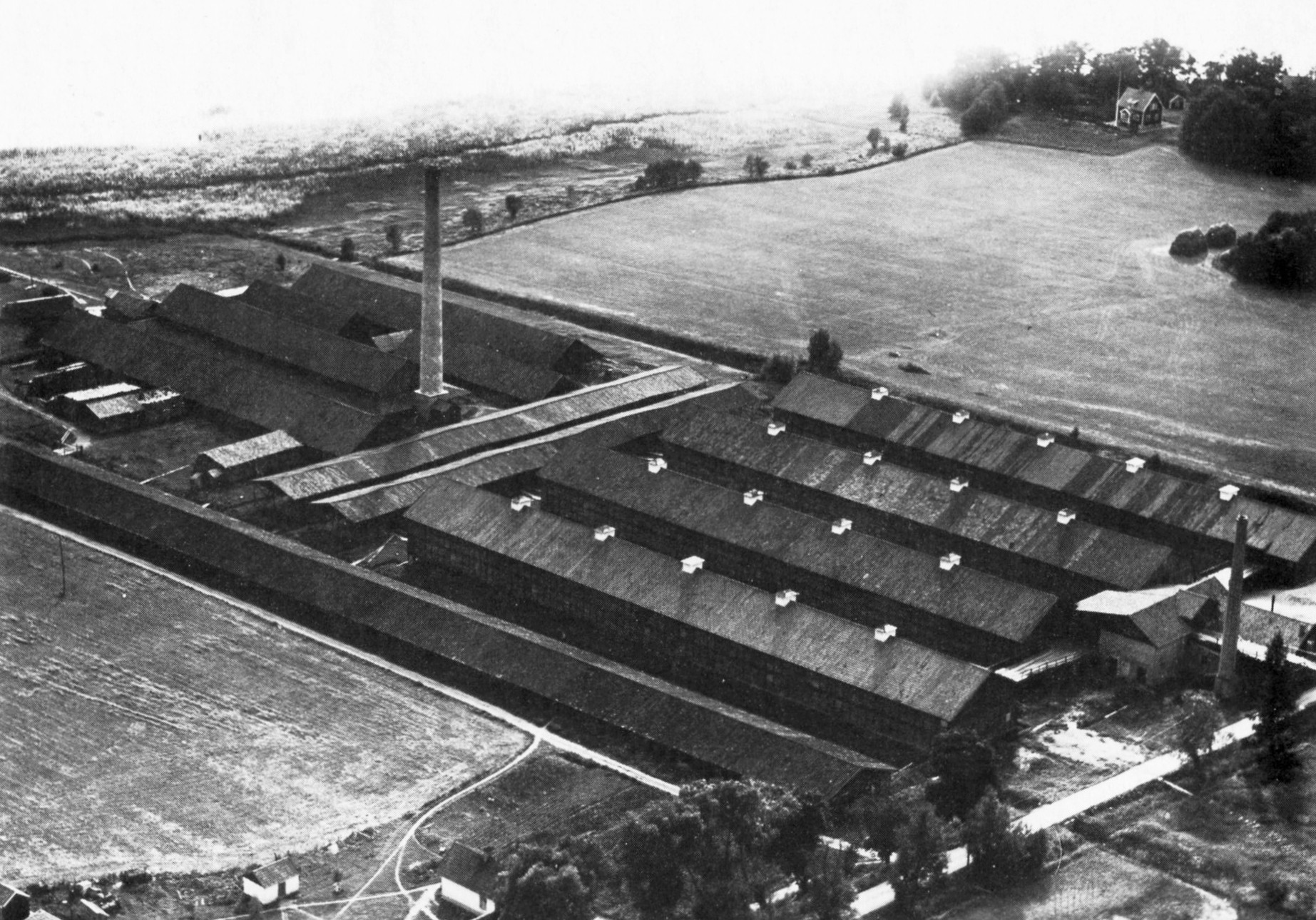
Husby tegelbruk 1932.

1896 inköpte Sjögren Borns gruvor i Filipstads bergslag, där både silver, koppar, zink och bly förekom, för att återuppta driften. Särskilt silverhalten ansågs vara hög.
Han var entreprenör för byggandet av Östra centralbanan mellan Linköping och Vimmerby, tillsammans med sin kusin överstelöjtnant Andreas Lagergren. Investeringen var 2 182 800 kronor, men då var inte kostnaderna för stationsbyggnaderna inräknade. Arbetet skulle vara klart den 1 december 1901.
Han lät bygga ett 10-tal egnahemshus och ett tegelbruk på Selaön i Mälaren. Tegelbruket var modernt inrättat, kunde tillverka 17 000 stycken 12-tums tegel om dagen och gav arbete åt 50 personer.
Han startade också mejeriverksamhet på Selaön och inköpte, tillsammans med riksdagsledamoten Knut Almqvist på Janslunda, ångfartyget Thor, omdöpt till Mälsåker, för att ombesörja transporterna till Stockholm. 
1915 anlade han Husby tegelbruk, ett mur- och fasadtegelbruk nära Stallarholmen vid Mälaren. Teglet transporterades med pråm från egen bygga över Mälaren med Stockholm som huvudsaklig destination.
Han reste 1910 till Brittiska Östafrika, nuvarande Kenya, för att odla kaffe, se rubriken "Jakt- och äventyrsresor".

### Mälsåkers slott
Utöver våningen i Fersenska palatset, köpte Sjögren 1898 slottet och godset Mälsåker, som Alfred Nobel givit sin brorsdotter Ingeborg 1896, i bröllopsgåva i samband med hennes giftermål med Greve Carl von Frischen-Ridderstolpe . Sjögren restaurerade och moderniserade slottet med el, vatten och centralvärme. Rummen inreddes med exklusiva möbler, väggarna pryddes av dyrbar konst och i trädgården byggdes ett orangeri med vindruvsodling. Godset inhägnades med viltstängsel, en rik fauna planterades in och i slottsparken strövade tama björnar och lejon omkring. Åke, Mary, sonen Gunnar och Marys tre döttrar från äktenskapet med Carl Nobel - Andrietta, Mary (Mimmi) och Alice - levde ett vidlyftigt slottsliv. Kungligheter kom på besök för att jaga, bland andra prins Carl 1908.
Bland sina vänner kunde Sjögren räkna kung Gustav V (1907–1950), prins Wilhelm (1884–1965), industrimannen och konstmecenaten Helge Ax:son Johnson (1878–1941), upptäcktsresanden Sven Hedin (1865–1952), Asea:s grundare Gustaf Abraham Granström (1851–1941), samt grevarna Eric von Rosen (1879–1948) och Gustav Lewenhaupt (1879–1962). 

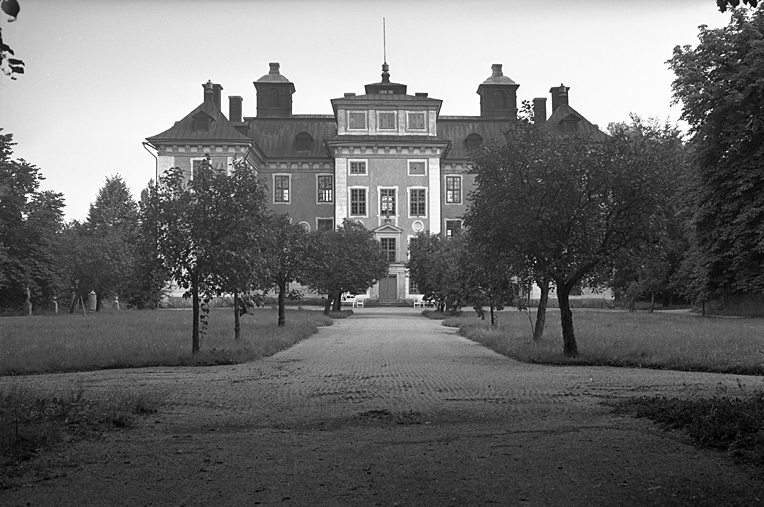
Mälsåkers slott och slottsträdgård, 1939.

Som avslutning på de Nordiska spelen 1905 i Stockholm inbjöd paret Sjögren de omkring 200 deltagarna till Mälsåkers slott. Från Mariefred, dit man färdats med extratåg, åkte man i släde över Mälarens is 2 mil fram till slottet. Efter tävlingar på isen med bilar och isjakter, intogs lunch på slottet, där operasångaren John Forsell sjöng den svenska nationalsången. 
Vid köpet av Mälsåker hade även Marys tre döttrars arvedel använts. När de ville ha sina inteckningar inlösta tvingades paret sälja godset. I september 1916 ordnades en auktion då målningar, möbler, jakttroféer och annat gick under klubban. Samma år såldes slottet för nära 1,5 miljoner kronor. Åke och Mary hade också året innan lämnat våningen i Fersenska Palatset på Blasieholmen i Stockholm och flyttat till Södra Blasieholmshamnen 4 A. Det relativt nybyggda och exklusiva Burmanska palatset, mitt emot Kungliga slottet, blev då familjens bostad under de närmaste åren. 

### Antonio Maceos gevär
Sjögren hade 1889 rest till Amerika för att skaffa sig erfarenhet. Efter ett kort stopp i Michigan hamnade han i Costa Rica för att arbeta i guldgruvan Tres Hermanes åt The Costa Rica Pacific Gold Mine Company och träffade där Antonio Maceo Grajales (1845–1896), "Titanen av brons", en av de ledande i Kubas självständighetskrig mot Spanien under andra halvan av 1800-talet, som tvingats i exil. När Sjögren skulle transportera det guld som brutits under veckan till banken i den närmast belägna staden Puntarenas anlitade han Maceo som beväpnad vakt. 

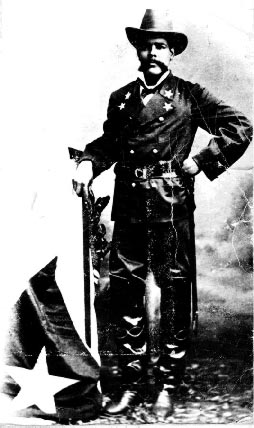
Antonio Maceo i uniform.

1895, innan Maceo återvände till Kuba, gav han sitt gevär till Sjögren som ett tecken på deras vänskap. Strax därefter återvände Sjögren till Sverige och gifte sig året efter med Mary Nobel. När sonen Gunnar dog 1979 fick hans dotter Eva Wilson ärva Maceos gevär. Eva var då gift med chefen för British Museum, Sir David Wilson och boende i England. För att undvika komplikationer med att ta geväret till England deponerade hon detta hos Vapentekniska museet i Eskilstuna (en del av nuvarande Eskilstuna stadsmuseum).
I maj 2014 kontaktades museet av den i Havanna verksamme svenske fotografen Anders Rising, som nåtts av ryktet om att Maceos gevär skulle finnas i Eskilstuna. Geväret letades fram och återlämnades året efter till Kuba.

### Jakt- och äventyrsresor
Sjögren var en passionerad jägare. Han var medlem i Kungliga Jaktklubben, som kom till Mälsåker vid flera tillfällen.
Vintern 1904 begav han sig tillsammans med greve Eric von Rosen och kapten Fredrik Björkenstam (1858–1913) på björnjakt till östra Karelen i dåvarande Ryssland. Resan gick till Åbo och vidare på järnväg via Viborg till Värtsilä. Därefter följde en 17 mil lång slädfärd till jaktplatsen bortom Kuopio. Sex stora björnar nedlades och några björnungar togs levande. En av björnarna dödades av Sjögren och von Rosen enbart med spjut. 
Vintern 1909–1910 begav han sig tillsammans med zoologen Einar Lönnberg (1865–1942) och Eric von Rosen på en jaktresa till Brittiska Östafrika, nuvarande Kenya. Resan gick från Marseille via Suezkanalen till Mombasa i Kenya. 400 däggdjur och 850 fåglar sköts, samlades in och hemfördes till Naturhistoriska riksmuseet.
Åke Sjögren gjorde vid den här tiden flera resor till Brittiska Östafrika, denna gång för att odla kaffe, en gröda som nyligen introducerats i Östafrika. Hans företag, Swedo-African Coffee Company, köpte ett skogsområde utanför Nairobi. Medan marken röjdes för odlingar lät han bygga ett hus på slätten nedanför Ngong Hills, sydväst om Nairobi, som efter att det stod klart 1912 blev en självklar mötesplats för skandinaver i regionen. Kaffeodlingen gick dock inte så bra och såldes 1913 till den svenske friherren Bror von Blixen-Finecke (1886–1946), som året efter, 1914, gifte sig med den danska författarinnan Karen Dinesen, mer känd som Karen Blixen (1885–1962) eller pseudonymen Isak Dinesen. Det enkla bröllopet ägde rum i Mombasa med prins Wilhelm och Sjögren som vittnen. Huset såldes 1917 till Bror och Karen von Blixen-Finecke och är idag Karen Blixens museum (Mbogani House), en av Kenyas mest besökta sevärdheter.

### Arkeologi och etnografi
Sjögren deltog i eller finansierade expeditioner till Centralamerika och Spetsbergen. I Costa Rica hade han blivit intresserad av de arkeologiska och etnografiska lämningarna som han stött på ute på landsbygden. Den 7 april 1903 blev han invald i Kungliga Vitterhetsakademien som svensk korresponderande ledamot.

#### Hartmans expedition till Centralamerika
Carl V. Hartman (1862–1941) företog 1896–1899 en arkeologisk-etnografisk expedition till Centralamerika (Costa Rica, Nicaragua, El Salvador och Guatemala). Expeditionen finansierades av Sjögren och Vega-stipendiet.
1896–1897 utförde Hartman utgrävningar i Costa Rica där över 400 gravar undersöktes i högfjällsregionerna och i urskogarna längs Atlanten (Karibiska havets) och Stilla havets kuster. Utgrävningarna fortsatte i El Salvador och Guatemala och totalt utgrävdes omkring 7 000 föremål, bland annat lerkärl, stenredskap, gudabilder av sten vägande upp till ett ton stycket, amuletter, kranier och guld- och kopparföremål. I El Salvador och Guatemala insamlades etnografika, huvudsakligen bland aztekerna i El Salvador och det då nästan okända Xinca-folket i Guatemala. Föremålen skickades hem till Sverige i omgångar och förvarades på Mälsåkers slott.

1900.03.0389. Vattenflöjt från El Salvador.

C. V. Hartmans arkeologisk-etnografiska utställning på Konstakademien 1900. Foto: Åke Sjögren.

Beninbronser utställda av Åke Sjögren på Konstakademien 1900. Foto: Åke Sjögren.

Åke Sjögren vid ett stenmonument i Guatemala under prins Wilhelms expedition till Centralamerika. Foto: Robert Olsson (1877-1941).

Bland El Salvadors azteker företogs antropologiska mätningar av över 100 individer av båda könen och det var första gången en sådan undersökning gjordes i hela Centralamerika. Lingvistiskt material insamlades och hundratals fotografier och skisser togs.
En mindre del av samlingen visades 1898 av Sjögren vid den av Antropologiska sällskapet anordnade Sverdrupfesten. När Hartman återvände till Sverige 1899 begav han sig till Mälsåkers slott för att ordna upp föremålen.
Den 13 november 1900 öppnade på Konstakademien i Stockholm en arkeologisk-etnografisk utställning. Hartman ställde ut ett urval av sina föremål från Centralamerika och Sjögren ställde ut bronsföremål från Benin, insamlade av den engelske konsthandlaren William Downing Webster (1868–1913). Sjögren donerade så småningom båda samlingarna till Riksmuseets etnografiska avdelning på Wallingatan (nuvarande Etnografiska museet).

#### Nathorsts expedition till Spetsbergen
Sjögren var en av finansiärerna till Alfred G. Nathorsts (1850–1921) expedition till Spetsbergen 1898 med fartyget Antarctic.

#### Amerikanistkongressen i New York
Den 20-25 oktober 1902 hölls den 13:e internationella Amerikanistkongressen i New York. Sjögren och C. V. Hartman var utsedda till ombud för Antropologisk-geografiska sällskapet, men Sjögren blev förhindrad att delta i kongressen. Hjalmar Stolpe (1841–1905) deltog som ombud för Riksmuseets etnografiska avdelning.

#### Prins Wilhelm
Sommaren 1919 reste Sjögren med prins Wilhelm till Spetsbergen, en resa som blev till kortfilm 1920.
1920 deltog han i prins Wilhelms expedition till Centralamerika, en resa som gick med en av Johnsonlinjens båtar och som beskrivits av prinsen i boken Mellan två Kontinenter (1920). Första anhalt var Saint-Barthélemy, den lilla ön bland Antillerna som en gång tillhört Sverige. Färden gick vidare uppför Rio Grande i Brittiska Honduras, till ön Cozumel och till Yucatan, där mayakulturens lämningar var målet för expeditionen. Deltog i expeditionen gjorde även löjtnant Birger af Sandeberg (1895–1963), samt Skandinavisk Filmcentrals filmfotograf Robert Olsson (1877–1941) som dokumenterade resan. 
1922 var han i New York för att förbereda prins Wilhelms föreläsningsturné i Amerika året därpå.

#### Etnografiska museet
Etnografiska museet i Stockholm innehar 6 393 föremål (8 st samlingar) förvärvade från Sjögren, varav 6 012 föremål från C. V. Hartmans expedition till Centralamerika.
- 1900.01 - Bronsföremål från Benin, insamlade av William Downing Webster (1868–1913).
- 1900.02 - Etnografiska föremål från Ceylon (nuvarande Sri Lanka) och Indien, insamlade av Carl Gustaf Hagberg (1862–1949), missionär inom Frälsningsarmén.
- 1900.03 - Arkeologiska och etnografiska föremål samt mänskliga kvarlevor, utgrävda och insamlade 1896–1899 i Centralamerika av C. V. Hartman.
- 1913.01 - Etnografiska föremål från Lappland, Sverige.
- 1925.05 - Pilar och spjut från Australien och Oceanien samt en malsten från Costa Rica.
- 1928.12 - Sköld av buffelhud från Kenya och kvinnodräkt från folkgruppen Ashanti i Ghana.
- 1929.08 - Guldföremål och bronser från folkgruppen Ashanti i Ghana.
- 1929.09 - Etnografiska föremål från Indien och Indonesien.

1900.01.0004. Bronsmask från Benin.
1900.02.0137. Skulptur av mässing från Indien.
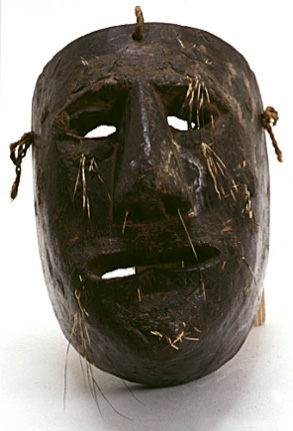
1900.03.0469. Dansmask i trä från El Salvador.
1900.03.4648. Lerfigur från Costa Rica.
1900.03.0496. Dansmössa från El Salvador.
1929.09.0001. Beteldosa i silver från Indien.

## Familj
Åke Sjögren var son till Carl Anton Hjalmar Sjögren (1822–1893), bergmästare i Filipstad, och Christina Sophia Petersson (1829–1891). Han hade 7 syskon. Han gifte sig 1896 med Mary Nobel, f. Landzert (1865–1928), änka efter Carl Ludvig Nobel (1862–1893). De fick sonen Gunnar Carl Theodor (1897–1979). Mary hade även tre barn från sitt tidigare äktenskap - Andriette Mary (1890–1976), Mary Vilhelmina (1891–1938) och Alice Linnea (1893–1982).
Mary Sjögren dog 1928 och Åke Sjögren tre år senare på Röda Korsets sjukhus i Stockholm. Deras gravsten på Lidingö kyrkogård är inristad med ett citat som knyter an till deras händelserika liv: "Tired and smiling we leave our toys like children, when play is over".